# Tokugawa Yoshimichi
Tokugawa Yoshimichi (徳川 吉通, 29 octobre 1689-15 septembre 1713) est un daimyo de l'époque d'Edo à la tête du domaine d'Owari.

## Biographie
Tokugawa Yoshimichi est le 10e fils de Tokugawa Tsunanari, 3e daimyō du domaine d'Owari, par une concubine, Hōju-in, probablement une femme du peuple. Le 15 août 1695, il est autorisé à prendre le nom de famille de Tokugawa en place de Matsudaira et, en décembre de la même année, est récompensé par l'octroi d'un kanji du nom du shogun Tokugawa Tsunayoshi, d'un quatrième rang inférieur de cour et du titre de cérémonie de capitaine des gardes de la gauche. À la mort de son père en 1699, Yoshimichi devient officiellement le 4e daimyō Tokugawa du domaine d'Owari avec le 3e rang de cour, mais comme il n'a que 11 ans à l'époque, son oncle Matsudaira Yoshiyuki lui sert de régent et il continue de vivre dans la résidence Yotsuya de sa mère à Edo jusqu'en 1705. Pendant cette période, il étudie les arts martiaux japonais, le confucianisme et le shinto, et plus tard est considéré comme un sage et lettré gouverneur de la province d'Owari. Il reçoit le titre de chūnagon le 28 novembre 1704. Il possède également le rang de 8e maître de l'école Yagyū Shinkage-ryū de « technique du sabre » japonaise.
En plus de son épouse officielle (une fille du noble de cour Kujō Tsukezane) dont il a un fils, Yoshimichi a également deux concubines dont il a deux filles.
Yoshimichi décède le 26 juillet 1713 dans des circonstances quelque peu incertaines. On sait qu'il est tenu en haute estime par le shogun Tokugawa Ienobu qui l'approche en 1712 en ce qui concerne son éventuelle succession au shogunat Tokugawa — poste pour lequel il déclare ne pas avoir de désir ou d'ambition. Arai Hakuseki, conseiller d'Ienari, s'oppose avec véhémence aux plans pour que Yochimichi succède à Ienonu ou agisse en tant que régent pour le très jeune enfant de ce dernier. Toutefois, en mai 1713, un complot ourdi par certains de ses vassaux à Nagoya entraîne douze condamnations à mort ou seppuku et Yoshimichi prend sa retraite en isolation permanente chez sa mère, Hōju-in, le 21 juillet de la même année. Il décède, censément de maladie, moins de cinq jours plus tard. Sa tombe se trouve au Kenchū-ji, temple de la branche Owari du clan Tokugawa, situé à Nagoya.

## Source de la traduction
- (en) Cet article est partiellement ou en totalité issu de l’article de Wikipédia en anglais intitulé « Tokugawa Yoshimichi » (voir la liste des auteurs).